# Thomas Lange
Thomas Lange (Lutherstadt Eisleben, RDA, 27 de febrero de 1964) es un deportista alemán que compitió para la RDA en remo.
Participó en tres Juegos Olímpicos de Verano, obteniendo tres medallas, oro en Seúl 1988, oro en Barcelona 1992 y bronce en Atlanta 1996, en la prueba de scull individual.
Ganó siete medallas en el Campeonato Mundial de Remo entre los años 1983 y 1993.
En 1997 recibió la Medalla Thomas Keller de la FISA.

## Palmarés internacional
| Representando a la RDA   |                          |                   |                  |
| Juegos Olímpicos         |                          |                   |                  |
| Año                      | Lugar                    | Medalla           | Prueba           |
| 1988                     | Seúl (Corea del Sur)     | Medalla de oro    | Scull individual |
| Campeonato Mundial       |                          |                   |                  |
| Año                      | Lugar                    | Medalla           | Prueba           |
| 1983                     | Duisburgo (RFA)          | Medalla de oro    | Doble scull      |
| 1985                     | Malinas (Bélgica)        | Medalla de oro    | Doble scull      |
| 1987                     | Copenhague (Dinamarca)   | Medalla de oro    | Scull individual |
| 1989                     | Bled (Yugoslavia)        | Medalla de oro    | Scull individual |
| 1990                     | Tasmania (Australia)     | Medalla de plata  | Doble scull      |
| Representando a Alemania |                          |                   |                  |
| Juegos Olímpicos         |                          |                   |                  |
| Año                      | Lugar                    | Medalla           | Prueba           |
| 1992                     | Barcelona (España)       | Medalla de oro    | Scull individual |
| 1996                     | Atlanta (Estados Unidos) | Medalla de bronce | Scull individual |
| Campeonato Mundial       |                          |                   |                  |
| Año                      | Lugar                    | Medalla           | Prueba           |
| 1991                     | Viena (Austria)          | Medalla de oro    | Scull individual |
| 1993                     | Račice (República Checa) | Medalla de bronce | Scull individual |